# 王佛寺
王佛寺，位于中国青海省海东市乐都区高庙镇柳湾村，为第六批青海省文物保护单位，公布日期为1998年12月22日，类型为古建筑。
王佛寺的历史年代为明。